# North Widcombe
North Widcombe är en by i civil parish West Harptree, i distriktet Bath and North East Somerset, i grevskapet Somerset, i England. Byn är belägen 24 km från Bath. North Widcombe var en civil parish 1866–1933 när blev den en del av West Harptree. Civil parish hade 50 invånare år 1931.